# Alessandria Challenger 2010
L' Alessandria Challenger 2010, noto anche come Trofeo Cassa di Risparmio Alessandria, è stato un torneo professionistico di tennis maschile giocato sulla terra rossa, che faceva parte dell'ATP Challenger Tour 2010. Si è giocato ad Alessandria in Italia dal 24 al 30 maggio 2010.

## Partecipanti

### Teste di serie
| Nazionalità | Giocatore             | Ranking* | Testa di serie |
| ----------- | --------------------- | -------- | -------------- |
| Portogallo  | Frederico Gil         | 100      | 1              |
| Portogallo  | Rui Machado           | 106      | 2              |
| Germania    | Björn Phau            | 115      | 3              |
| Austria     | Stefan Koubek         | 118      | 4              |
| Spagna      | Rubén Ramírez Hidalgo | 119      | 5              |
| Brasile     | João Souza            | 128      | 6              |
| Kazakistan  | Michail Kukuškin      | 137      | 7              |
| Romania     | Victor Crivoi         | 159      | 8              |

- Ranking al 17 maggio 2010.

### Altri partecipanti
Giocatori che hanno ricevuto una wild card:
- Laurynas Grigelis
- Jacopo Marchegiani
- Marco Crugnola
- Matteo Trevisan

Giocatori con uno special exempt:
- Alexander Peya

Giocatori con protected ranking:
- Simone Vagnozzi

Giocatori passati dalle qualificazioni:
- Matteo Viola
- Iñigo Cervantes-Huegun
- Alex Bogomolov Jr.
- Daniel Muñoz de la Nava

## Campioni

### Singolare
Björn Phau ha battuto in finale  Carlos Berlocq con il punteggio di 7–6(6), 2–6, 6–2

### Doppio
Ivan Dodig /  Lovro Zovko hanno battuto in finale  Marco Crugnola /  Daniel Muñoz de la Nava con il punteggio di 6–4, 6–4